# 세 뚱보
《세 뚱보》(러시아어: Три толстяка)는 소비에트에서 가장 유명한 작가 유리 올레샤가 쓴 아동문학 작품이다. 작가는 이 작품으로 소비에트 문학계에서 정상으로 올라섰다. 악한 지배자 세 뚱보에 맞서는 삼인조의 모험담을 통해 자유, 사랑, 생명에 대해 이야기한다.

## 배경
전 연령의 러시아인들이 이 작품을 알고 있다. 원작은 물론이고, 연극, 인형극, 발레, 영화, 오페라 등으로의 각색된 작품들 또한 대중의 인기를 사로잡았기 때문이다. 올레샤가 어린이들을 위해 쓴 ≪세 뚱보≫가 이렇게 사랑받을 수 있었던 이유가 있다.
당대는 ‘소비에트 혁명’과 ‘계급’을 부각하는 작품이 성행하던 시기였다. 때문에 평론가들은 소비에트 혁명의 묘사와 계급의 구별을 뚜렷이 보여 주지 않는 작품을 격렬하게 비판하곤 했다. 올레샤 또한 이 비판을 피해 갈 수는 없었다. 그렇지만 오히려 그런 점이 대중과 가까워질 수 있었던 이유였다. ≪세 뚱보≫는 소비에트 이데올로기 성향에 부합한다. 그러나 궁극적으로 말하고자 하는 것이 혁명과 노동자 계급에 대한 찬양이 아닐 뿐이다. 올레샤는 악한 지도자 세 뚱보와 삼인조 주인공들의 대립을 그린다. 세 뚱보는 부유하고 욕심 많으며 타인의 고통에 무감각하고 이기적이다. 반대로 거기에 대적하는 주인공들은 온정이 넘치고 세 뚱보에게 맞서는 입장에 서 있다. 때문에 승리의 결말은 이념적 승리라기보다는 세 뚱보의 통치 아래 결여된 자유, 사랑, 생명의 승리라고 보는 것이 자연스럽다. 이렇게 단순하고 이해하기 쉬운 줄거리 속에 이념을 뛰어넘는 뚜렷한 인간적 주제를 보여 주었다는 점이 인기의 비결이다. ≪세 뚱보≫는 서로 벽을 두고 타인의 고통을 등한시하고 있는 현재를 다시 한번 돌아볼 수 있는 계기를 마련해 준다.